# JJ Lin
JJ Lin, pseudoniem van Lin Jun Jie (Chinees: 林俊傑, Hanyu pinyin: Lin Jun Jie), is een Singaporees acteur, singer-songwriter en componist.

## Discografie

### Studioalbums
| Nr. | Naam                     | Uitgebracht      | Label                           |
| --- | ------------------------ | ---------------- | ------------------------------- |
| 1.  | Music Voyager (樂行者)   | 10 april 2003    | Ocean Butterflies International |
| 2.  | Second Heaven (第二天堂) | 8 juni 2004      | Ocean Butterflies International |
| 3.  | No. 89757 (編號89757)    | 1 april 2005     | Ocean Butterflies International |
| 4.  | Cao Cao (曹操)           | 17 februari 2006 | Ocean Butterflies International |
| 5.  | West Side (西界)         | 29 juni 2007     | Ocean Butterflies International |
| 6.  | Sixology (JJ陸)          | 18 oktober 2008  | Ocean Butterflies International |
| 7.  | 100 Days (100 天)        | 18 december 2009 | Ocean Butterflies International |
| 8.  | She Says (她說)          | 8 december 2010  | Ocean Butterflies International |

- Library of Congress Control Number: no2011149219
- MusicBrainz: e5d8c705-8ea4-4820-b11d-fbf580d85ce4
- Nationale bibliotheek van Australië: 52304790
- Trove: 1521210
- Virtual International Authority File: 185809038
- WorldCat: E39PBJhGTFTJ94D3cB4qttmWXd